# 貰い子殺人
貰い子殺人（もらいこさつじん）とは、不倫もしくは父親不明などといった何らかの事情により育てられない新生児を育てるといって貰い子にし、親から養育費を受け取った後で殺害する殺人である。嬰児殺人の因習自体は古来からあると思われるが、戦前に司法制度が整うにつれて殺人事件として立件されるようになり、新聞で報道されることで社会問題化した。貰い子殺人を行う犯罪者をベビーファーマー（英語：Baby Farmer）
と呼ぶ。

## 概要
第二次世界大戦後までの日本では、刑法で堕胎は違法とされ、人工中絶も合法化されていなかった。そのため、不倫の子や父親不明の私生児が少なくなかった。特に、不倫の子の誕生は母親にとってはそれだけで離婚理由になるばかりでなく姦通罪で収監される危険があった。また、社会自体が貧しかったため、既に多くの子供のいる家庭では養うことはできない場合も多かった。
これらの事情により、育てられない新生児などを、ある程度の養育費をつけて貰い子、すなわち、里子に出す場合が少なくなかった。しかし、中には養育費目当てで貰い子を引受け、金銭受領後に邪魔になった新生児を殺害する者が存在した。被害者が新生児であるうえに、実親も多くは子供の運命に関心のないことが多かったことから、事件が露見しにくかった。そのため、大量殺人に至った場合も多かった。また、1955年ごろまでの医療技術・医療体制・出産に対する体制では、新生児・乳児の死亡は珍しいことではなかったため、医師も訴え出ればそれほど深く調べずに死亡診断書を書いてしまうことが多く、こうした犯罪の温床になっていた。
現在では人工中絶が合法化された事もありこのような養育費をつけて貰い子にだすことが多くないことと、助産師制度が国家資格化され医療と一体化されたこと、新生児死亡率が極度に下がり不審死と自然死が厳密に判定できるようになったことなどから、同種の犯罪はほとんど発生していない。

## 具体例

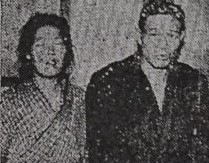
平原留次（右）と澤村さく（左）

中川吉之助事件（1887年逮捕）
中川吉之助によって4人の貰い子が飢え死にさせられたり、壁に叩きつけるなどといった方法で次々と殺害された事件、死刑宣告
佐賀貰い子殺人事件（1909年逮捕）
1902年、佐賀市内在住の40代の夫婦が、金目当てで生後6ヶ月の女児を養育費70円で引き取り1年後に餓死させた。ところが、医師が自然死の死亡診断書を書いたので事件は発覚しなかった。これに味をしめた夫婦は、行商人の女とともに、近隣各県から私生児を10円から25円の養育費で引き取っては殺害し土に埋めた。なかには生き埋めにされた新生児もいた。夫婦は逮捕され、被害者は60人よりも少し多いと自供した。1910年6月7日、夫婦に死刑、行商人の女に懲役12年の刑が確定し、夫婦は1913年2月8日に死刑が執行された。事件が発覚した頃、夫婦の蛮行に激怒した住民が夫婦の家を破壊したという。
本所貰い子殺人事件（1910年逮捕）
人力車夫の永井慶次郎と妻のゲンが10年前から貰い子殺人を繰り返し10人を捨て、56人を死亡させた。
愛知貰い子殺人事件（1913年発覚）
愛知県愛知郡在住の40代女性は、1898年より私生児を40 - 50円の養育費と共に引取ると次々と殺害。犯行の足がつかないように2、3人殺すごとに引越しを繰り返し、日露戦争時には夫が出征・死亡するなどして未亡人となった女性の子供が犠牲となった。浮気相手を連れ込むための隠れ家で貰い子を殺害した2人の女性も共犯となり、1913年5月までには既に200人ほど殺害していたとされている。子供を40円で預けたある芸妓が子供の顔を見ようと何度も女性の許を訪れたが会うことが出来ず、不審を抱き警察に相談して事件が発覚。3人は1914年10月21日に死刑が言い渡され、1915年9月9日に死刑が執行された。
なお、これと相前後して名古屋市熱田界隈で50代の女性ら10人によって32名が貰い子殺しの犠牲となったことが同年6月27日に判明し、同年6月30日滋賀県愛知郡の60代男性ら3名が共謀して9年前から貰い子殺人を繰り返していたことが発覚している。
深川貰い子殺人事件（1913年発覚）
東京市深川区で養育費目当てに貰い子を受け、15人を殺害した女性が逮捕。
横浜貰い子殺人事件（1916年発覚）
神奈川県横浜市で3年間で13人の貰い子を殺した夫婦が戸部警察署に逮捕された。
元金杉貰い子殺人事件（1917年発覚）
東京府日暮里町で11人の貰い子を殺した男女が逮捕された。
「二十四人の嬰児殺し」事件(1917年発覚?)
いつから犯行が始まったかは不明だが、1917年に至るまでに老人が24人の嬰児を殺害、死刑判決、1917年12月19日に死刑執行。
高知貰い子殺人事件(1921年発覚)
1920年1月から1921年3月にかけて、9人以上貰い子を殺害、"赤バッチ事件"とも呼ばれる。
岩の坂貰い子殺人事件（1930年発覚）
東京の板橋にあった岩の坂地区で貰い子が1年で41人が殺害された疑惑が発覚した。この地区の長屋の住民には、古くから上流階級などの不義の新生児などを貰い、子殺しをしていた者がいたとみられる。容姿の優れた女児と体力のある男児は育て、炭鉱夫や遊女として売ることもあったという。また、わずかな期間で不審な死に方をした新生児も多かったが、犯罪として実証された事例はほとんどなかったようだという。
目黒貰い子殺人事件（1932年 - 1933年）
東京目黒在住の33歳の男が、「子供やりたし」の広告をみてはその広告の主である産婆の下に行き、何十円かの養育費を受け取ったうえで殺害していた。5年で25人を殺害していたが、その多くは主人が女中に産ませた子供や、働くために子供を手放した職業婦人の子供だったという。遺体は現在の西郷山公園などに遺棄した。1933年に逮捕された男には貰い子殺しの前科（犠牲者数不明）があり、1934年に死刑になった。
一宮貰い子殺人事件（1932年発覚）
一宮市でモーター修繕販売業夫婦が7人の貰い子を受け、そのうち4人を1931年11月から1932年6月20日にかけて飢え死にさせた。
本所貰い子殺人事件（1936年逮捕）
1932年に本所暮らす、平原留次（48）と妻の澤村さく（43）が産婆・竹村いせから1月22日生まれの乳児さだ子を受け取り虐待を行い、ネグレクトにより同年10月5日に死亡させた、その後に療育費目当ての貰い子殺しを思いつき「子供貰ひたし」という広告を出し、次々に貰い子を殺害し、さだ子を含め7人を殺害した。
寿産院事件（1946年 - 1948年）
ミルクや食べ物をほとんど与えないなど必要な世話をせず、また、病気になっても治療をしないことによって、1946年4月から預かった嬰児（大半は私生児）のうち、84人を死亡させた。預かり料は嬰児一人あたり2千円から1万円で、事件発覚までに90万円から100万円を荒稼ぎしていた。刑事裁判では、最終的に不作為による5人の殺害が認定され、院長の女に懲役4年、その夫に懲役2年の判決が確定した。
アメリア・ダイアー事件（1896年）
イギリスにおいて19世紀末に400人以上の子どもを殺した事件。未婚の女性の生活苦につけ込み、経済的に育てられない子どもを手数料をとってひきとり、連続的に殺害した。その遺体は、テムズ川に遺棄し、証拠隠滅を図っていた。単独犯による殺人としては、イギリス最大の事件といわれる。

## 関連作品
- 安武わたる『寿産院もらい子殺し事件』
- 天ヶ江ルチカ『乳児殺人』
- 北上祐帆『嫌ノ坂の女』